# محمدیحیی معروفی
محمدیحیی معروفی (زاده ۱۳۱۷) سیاست‌مدار و سفیر کنونی افغانستان در جمهوری اسلامی ایران.
او در سال ۱۳۱۷ هجری شمسی در شهر کابل پایتخت افغانستان دیده به جهان گشود، در همان مکانی که پدرش  «محمدعثمان پشتون»، نویسنده مشهور و توانای افغانی تلاش‌های فرهنگی خویش را آنچنان تداوم بخشید تا حدی که به‌عنوان رئیس اطلاعات و فرهنگ این کشور برگزیده شد. معروفی جوان تحصیلات خویش را در دانشگاه کابل آغاز نمود و در سال ۱۳۴۲ از رشته حقوق و روابط بین‌الملل آن دانشگاه فارغ‌التحصیل شد. وی در بین سال‌های ۱۳۴۲ و ۱۳۴۸ شمسی در بخش‌های مختلف وزارت امورخارجه از جمله مدیریت حقوق و معاهدات ایفای وظیفه کرد. در سال ۱۳۴۷ از سوی وزارت امورخارجه جهت شرکت در دوره تحصیلات دیپلماسی عازم استرالیا شد و در سال ۱۳۴۸ شمسی تصدی نمایندگی دایم افغانستان در سازمان ملل متحد را بر عهده گرفت.
معروفی دوران فعالیت خویش در سازمان ملل متحد را فرصتی مغتنم شمرده و تحصیلات خود را در رشته روابط بین‌الملل در دانشگاه Fairleigh Dickison پیگیری نمود و در سال ۱۳۵۱ با نمرات عالی Cum Laude این دوره را به اتمام رساند. وی در سال ۱۳۶۰ همراه خانواده خود افغانستان را ترک کرد و به‌عنوان مهاجر در کشور سویس سکنی گزید. در همین دوران به عنوان کارمند سازمان بین‌المللی مهاجرت IOM مشغول به کار شد. معروفی در بدو برقراری نظام جمهوری اسلامی در افغانستان، به عنوان مشاور در امور بین‌الملل رئیس‌جمهور تا سال ۱۳۸۳ ایفای وظیفه کرد. وی پس از مدتی به عنوان سفیرکبیر افغانستان در کشورهای نایروبی و نیز سفیرغیرمقیم درکشورهای سوادن، فنلاند، دانمارک و ایسلند تصدی نمایندگی دستگاه دیپلماسی کشور افغانستان را بر عهده داشت تا اینکه در سال ۱۳۸۶ به عنوان سفیرکبیر و نماینده فوق‌العاده کشور افغانستان در جمهوری اسلامی ایران برگزیده شد.